# 이스라엘의 병역 제도
이스라엘의 병역 제도(영어: conscription in Israel)는 18세 이상의 이스라엘 국적자를 대상으로 징병제가 시행되고 있다. 이중 유대인은 모든 성별을 대상으로, 드루즈인와 이스라엘 거주 체르케스인(en:Circassians in Israel)은 남성만을 대상으로 징병을 하며, 이스라엘 거주 아랍인(en:Arab citizens of Israel)은 징병이 되지 않는다. 아랍인들은 그들이 원한다면 입대할 수 있지만 법에 의해 요구되지 않는다. 다른 예외는 종교적, 신체적 또는 심리적 이유로 이루어진다. 2020년 기준 의무 복무 기간은 남성은 2년 6개월, 여성은 2년(일부 복무 기간은 8개월)이다.
2013년 징집 가능성이 있는 자의 26%가 병역면제를 받았는데, 종교사유 13.5%, 정신건강 사유 4%, 신체건강 사유 2%, 범죄기록 3%, 해외 거주 3%였다.
이스라엘 방위복무법(חוק שירות ביטחון, en:Israeli Defense Service Law)은 이러한 의무와 예외를 규정하고 있다. 방위복무법에 따르면 만 18세가 된 모든 이스라엘 국민은 이스라엘 방위군에 의무적으로 입대해야 한다(위의 면제조항이 방위복무법에 명시되어 있다).

## 병역의무
1949년 이스라엘 건국 후, 방위복무법은 IDF에게 시민권을 부여했다. 징병제는 징병 결정에 따라 징병대에 참석해야 했다. 이 법에 따르면 남성은 30개월, 여성은 18개월(1968년 1월 10일 임시 명령에 따라 의무 복무 기간이 6개월로 연장되었는데, 남성은 36개월, 여성은 24개월로 각각 연장되었다.) 남성의 복무기간은 2015년 이후 32개월로, 2020년 이후에는 30개월로 줄었다.
징집요건은 만 18세가 된 시민이나 영주권자라면 누구나 적용되며 법에 따라 병역면제 대상자는 장애, 의료문제, 군 장병 필요 등 다양한 사유로 면직된다. 의무복무를 마친 병사들 중 상당수는 나중에 군의 필요에 따라 예비부대에서 복무할 의무가 있다.
IDF에 대한 경제적 제약은 그들이 그들의 구조를 재고하고 더 현대적인 군대로 천천히 이동하도록 만들었다. 전문 민병대로의 이동은 IDF가 더 직업 지향적인 특성을 채택하도록 만들었고, 따라서 이전보다 더 선택적이게 되었다. "역할 확장"에 초점을 맞추는 대신, 이스라엘, 특히 이스라엘 정부는 "국가 건설"에 초점을 맞추고 있다.
가장 최근의 발전 중 하나는 게이와 특별히 장애인 시민의 포괄성에 초점을 맞춘 것이다.

## 의료 프로파일
IDF는 각 군인의 의료 프로파일(he:פרופיל רפואי, Medical profile)을 결정하며, 그 프로파일에 따라 군대는 징병자를 어디에 배치할지 결정한다.
가장 높은 의료 프로파일의 징병 대상자는 5개의 보병 여단, 야전/전투 정보 부대, 전투 공병대에서 근무한다. 두 번째로 높은 의료진은 기갑군단, 포병, 헌병, 국경경찰, 참모본부 첩보국(아만, AMAN)(אגף המודיעין)에 배치된다. 가장 낮은 수준의 의료 프로파일은 부관군단(חיל משאבי האנוש), 군수군단(חיל הלוגיסטיקה 및 군수군단과 같은 전투지원 및 전투지원 부대로 징병된다. 부합되는 낮은 프로파일인 프로파일 21(פרופיל 21)과 병역 부적격 판정을 받은 징병자는 병역의무가 전부 면제된다. 가장 높은 프로파일은 97이다.

## 복무 면제
비록 징병제가 공식적으로 의무적이긴 하지만, 실제로 인구의 상당수는 다양한 이유로 입대하지 않는다. 무엇보다도, 최근 수십 년 동안 주로 양심이나 정치적인 이유로 징병을 기피하는 현상이 증가했지만 여전히 매우 드물었다. 면책특례는 공정성을 이유로, 또한 전투인력의 부족에 대한 인식 때문에 공격을 받고 있다.
"토라 공부는 그들의 직업"(תורתו אומנותו, Torato Umanuto, 토라토 우마누토)" 이라고 선언하는 예시바 학생들은 소위 탈법(Tal Law)에 따라 공부를 계속하는 한 징집을 연기할 수 있다. 실제로, 그들 중 많은 수가 결국 전혀 복무하지 못하게 된다. 이것은 이스라엘에서 매우 논란이 많은 문제이며 이스라엘 종교 관계의 핵심 요소이다. 1999년탈 위원회(Tal Committee)가 설립되어 2002년 탈법이 시행되었다. 그러나 토라토 우마누토 면제는 크게 변하지 않았다. 탈법은 이후 현재 형태로 위헌 판결을 받았으며, 2012년 8월 이전에 대체가 필요하다. 이 면제의 수혜자는 대부분 하레디 유대인이다. 종교 시오니즘(Religious Zionism) 분야의 구성원들은 헤스더(ישיבת הסדר, Hesder)라고 불리는 별도의 시스템 안에서 복무하는데, 헤스더는 탈무딕 연구와 이스라엘 방위군의 군 복무를 결합한다. IDF는 또한 더 나이가 많은 신병들과 가족들과 함께, 그리고 유명한 운동선수들과 음악가들에게 군 복무를 쉽게 해주는 경향이 있다.
때때로 이스라엘에서는 이스라엘의 병역면제 문제를 둘러싸고 공론화가 일어난다.
이스라엘의 기본법은 이스라엘 방위복무법이다. 그것은 이스라엘의 의무적인 군복무에 대한 지침과 규정을 열거하고 있다. 일부 규정에는 나이, 의무, 복무 요건, 근무 시간 등이 포함된다.
5장: 예비역: 해외여행은 임시 예비로 되어 해외로 나가기 위한 규칙과 요건을 다룬다.
(a) 방위복무로 지명된 자 및 이스라엘 방위군 정규군 소속 군령자는 국방부 장관의 허가를 받지 아니하면 해외로 나갈 수 없다.
(b) 병역의무자가 어떠한 사유로 정년근속이 유예된 때에는 국방부 장관의 허가를 받아 국외로 나갈 수 없다.
(c) 본 조에 따른 허가는 무조건적일 수도 있고 보유자의 해외 체류와 관련된 조건을 포함한 조건에 따를 수도 있다.
(e) 국방부장관은 허가조건 중 어느 하나에 해당하지 아니하는 경우에는 허가를 취소할 수 있으며, 명령에 따라 명령에서 정한 시간 내에 이스라엘로 돌아갈 것을 지시할 수 있다.
(f) 국방부 장관은 다음 각 호에 따른 권한을 행사할 수 없다.
(g) 그가 허가증 소지자에게 그의 사건을 진술할 기회를 주기 전에.
IDF는 주변국들의 공격 위험이 높다는 이유로 일시적으로라도 개인들을 보호구역에 진입시키는 것에 엄격한 제한을 두었다. 최근 몇 년간 파트너십과 평화 조약의 해체를 통해 그 위협은 상당히 줄어들었다. 결과적으로 IDF 병사에 대한 높은 수요도 약간 감소했다.

## 다양한 특정 집단에 대한 정책
- IDF는 이슬람교도나 기독교인 이스라엘 아랍 시민을 징집하지 않지만, 점점 더 많은 수의 사람들이 자원입대를 선택하고 있다. 많은 베두인들은 자발적으로 입대한다. 드루즈와 체르케스 남성에게 입대는 의무이다.
- "토라 공부는 그들의 직업(תורתו אומנותו, Torato Umanuto, 토라토 우마누토)"이라고 선언하는 예시바(Yeshiva, ישיבה) 학생들은 이전에 소위 탈 법에 따라 그것이 폐지될 때까지 그들의 공부를 계속하는 한 징병을 연기할 수 있었다.
- 종교적 유대인의 삶의 방식을 유지한다고 진술한 여성 징집자들은 병역이 면제되고, 그들 중 많은 수가 쉐루트 레우미(Sherut Leumi, שירות לאומי)라는 대체복무에 자원하는 것을 선택한다.
- 종교 시오니즘 분야의 남성은 헤스더라고 불리는 별도의 시스템 안에서 복무하는 경우가 많은데, 헤스더는 탈무딕 연구와 이스라엘 방위군의 군복무를 결합한 것이다. 그들은 보통 3년 대신 1년 5개월 동안 복무한다.
- 자신이 평화주의자라고 주장하는 징집자들은 자신들의 주장의 신빙성을 조사하기 위해 위원회에 출석해야 한다. 위원회가 그들의 평화주의가 진실하고 합의된 기준에 부합한다고 설득되면 복무 면제가 주어진다. 평화주의를 이유로 매년 소수의 사람들만이 면제를 받으며, 다른 모든 자칭 평화주의자들은 입대해야 한다.
- 징집 연령에 이스라엘로 이민 온 이민자들은 군복무에서 다양한 양보를 받는다.
- 신체장애를 가진 병역의무자는 병역이 면제되더라도 지원에 의한 입대를 할 수 있다. 하루 4시간이라는 상징적 복무가 될 수도 있지만 전일제 군복무를 하게 될 수도 있다.
- 주요 활동적인 운동선수들은 많은 경우에 더 편리하고 짧은 복무 기간을 가질 수 있게 해주는 "뛰어난 운동선수" 지위를 부여받을 수 있고, 그래서 그들은 국제 대회에서 그들의 경력을 계속 발전시키고 해외에서 이스라엘을 대표할 수 있다. 우수 선수 자격은 올림픽 종목에 참가하는 선수에게만 주어진다.[10] 게다가, 군은 또한 비슷한 "뛰어난 댄서"와 "뛰어난 음악가"의 지위를 부여한다. 이 상태는 개인들을 검사한 후에도 동일한 방식으로 부여된다. 그들은 또한 군복무 중 능력과 경력을 계속 향상시킬 수 있도록 더 편리한 복무가 주어질 수도 있다.

## 징병 과정
징병 절차는 다음 단계로 이루어집니다. 육군은 편지로 예비 병사를 소집하는데, 이것을 "첫 번째 소집", "챠브 리숀"(Tzav Rishon)이라고 부른다.
이 편지에는 청소년이 특정 시간에 특정 장소에 신고해야 하루 동안의 검사와 면접을 볼 수 있다는 내용이 적혀 있다. 챠브 리숀(Tzav Rishon)의 결과를 주의 깊게 살펴본 후, 군은 군 절차와 기초 훈련을 시작하기 위해 일정 나이가 되면 사람들을 입대하도록 하게 한다.

## 병역 연기
징병 대상자들이 징병 날짜를 연기할 수 있는 다양한 루트가 있다. 고등학교 졸업은 자동으로 연기됩니다. 입영이 연기되는 추가 경로는 아래와 같다.
- 청소년 단체에서 1년간 봉사활동
- IDF의 필요에 따라 징병 연기는 보통 징병 대상자에게 주어진 원래 징병 날짜보다 늦게 시작되는 과정으로 인해 발생한다.
- 여러 가지 개인적인 이유로 징집 연기.
- 토라(Torah)의 학습을 위해 징병을 1년 뒤로 미룰 수 있다.
- 징병은 헤즈더 협정의 일환으로 연기할 수 있다.

## 학술 프로그램
- 학문적 보호구역(העתודה האקדמית, Atuda) - 군의 필요에 필수적인 분야에서 학력을 가진 자를 입대해 훈련하기 위해 고안된 프로그램
- 탈피오트 프로그램 - 과학, 물리학, 수학에서 뛰어난 학업 능력을 보여준 젊은이들을 위한 엘리트 훈련 프로그램 탈피오트 프로그램의 졸업생들은 군 복무를 하는 동안 고등 교육을 추구하며, 그 후 IDF 연구와 개발을 위해 그들의 전문 지식을 활용한다.
- 이스라엘 공군 조종사관학교
- 이스라엘 해군사관학교 - 하이파 대학교(אוניברסיטת חיפה)에서 학위를 받기 위해 공부하는 병역의무자가 들어간다.

## 병역 적합에 불일치하거나 적응이 어려운 경우
병역 과정에서 병역의무자는 때때로 병역 적합에 불일치함으로 인해 징병에서 면제된다. 때로는 개인의 위화감이 나중에 군 복무 중에 결정되어 군에서 퇴출되는 경우도 있다. 병역 적합에서의 불일치는 다양한 이유로 인해 발생할 수 있다. IDF는 또한 징집자가 적응하는데 어려움이 있다고 판단할 수 있다. 적응에 어려움이 있는 군인은 전투병으로 복무하지 않게 된다.
- 범죄 전력이나 마약 전력
- 낮은 동기부여가 있는 복무자

신병 과잉이 발생하면 군에서 신병 모집 문턱을 높여주고, 훨씬 많은 신병과 양립할 수 없다는 이유로 면제를 해주는 경우가 많다. 의학 프로파일이 낮거나 군복무 의욕이 낮은 것으로 확인된 여성 지원자들에게 병역 면제를 허용하는 현상이 널리 퍼져 있다. 이러한 경우, 면제 사유는 보통 "여성 신병 초과"로 명시된다.

## 지원
군복무에 부적합하다고 판명된 징병자는 여전히 지원복무를 선택할 수 있다; 그들의 지위는 군복무에 적합하다고 판명된 다른 징병자들과 비슷하다. 일단 입대하면 이 지원복무자는 조기 제대를 선택할 수 없다.

## 민간 국민복무
이스라엘 방위군에서 복무할 수 없거나 복무하기를 원하지 않는 사람들을 위한 대체적인 민간 국가 복무가 있다. 대부분의 참가자들은 종교 시오니즘 분야의 유대인 여성들이다.

## 미래
IDF는 향후 어느 시점에선가 완전 모병제를 위해 징병제를 폐지해야 한다는 결론을 내린 것으로 알려졌다. 이스라엘 젊은이들 사이에서 병역기피의 증가, 그리고 IDF가 병역기피 문제가 되지 않더라도 모든 자격을 갖춘 사람들을 징집하지 못하게 하는 예산 제약 등이 그 이유들이다. 이스라엘은 향후의 모병제 전환을 위해 미국과 유럽 국가들이 어떻게 징병제를 폐지하고 완전 모병제로 전환했는지 연구하고 있는 것으로 알려졌다.

## 같이 보기
- 이스라엘 방위군
- 이스라엘의 병역면제(en:Exemption from military service in Israel, he:אי-גיוס בישראל)
- 이스라엘 방위군의 여성(en:Women in the Israel Defense Forces, he:שירות נשים בצה"ל)